# Fuerte de Santiago

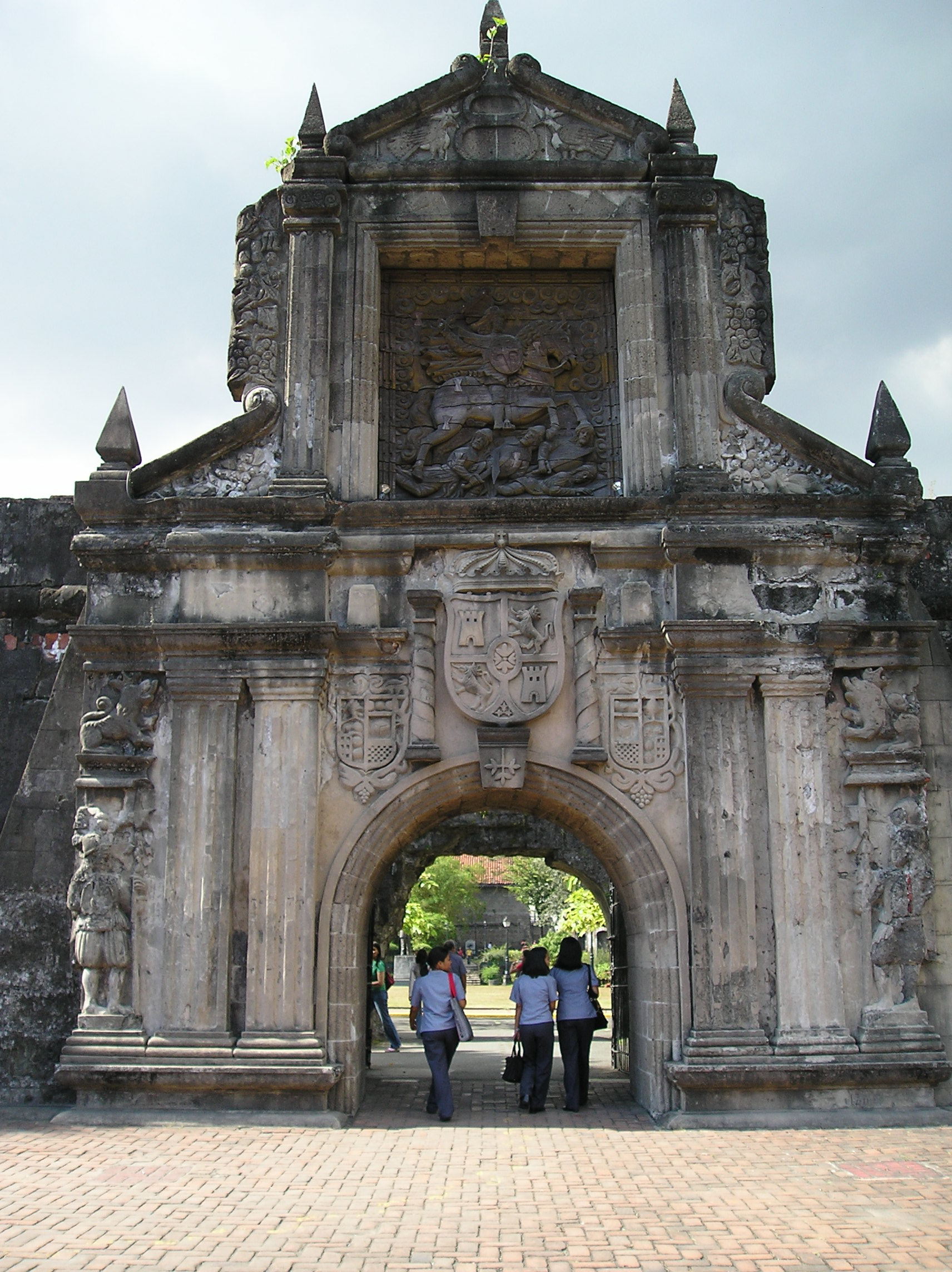
Das 12 m hohe Haupttor von Fort Santiago

Fuerte de Santiago (span.) oder Fort Santiago (engl.) ist eine Festung, die für den spanischen Conquistador Miguel López de Legazpi errichtet wurde. Die Festung ist ein Teil des Viertels Intramuros in Manila auf den Philippinen.
Die Festung Santiago wurde auf den Trümmern des Palastes des ehemaligen Häuptlings von Manila, Rajah Sulayman, errichtet. Der Palast wurde von den Conquistadoren nach zahlreichen blutigen Schlachten zwischen den muslimischen Bewohnern von Manila und den Spaniern 1570 zerstört. Nach dem Sieg der Spanier wurde die Festung 1571 erbaut.
Ursprünglich bestand die Festung aus einem Erdwall. Das meiste wurde aber im Spanisch-Chinesischen Krieg (1574–1575) von den chinesischen Piraten unter Limahong zerstört und belagert. Die Spanier kämpften wieder einen blutigen Konflikt und besiegten die Chinesen. Die Festung wurde schließlich 1589 wieder aufgebaut, diesmal aber aus Stein. Die Bauarbeiten endeten im Jahre 1592.
Santiago wurde schnell zum Hauptumschlagplatz des Gewürzhandels zwischen Europa und dem amerikanischen Kontinent, für die nächsten 333 Jahre. Die berühmten Manila-Galeonen pendelten regelmäßig zwischen Acapulco in Mexiko und Santiago.
Die Festung hat Mauern mit einer Höhe von 22 Metern und einer Stärke von acht Metern. Der Eingang misst eine Höhe von 12 Metern. Die Festung befindet sich am Fluss Pasig und war die wichtigste Verteidigungsanlage der spanischen Regierung auf den Philippinen.
Während der britischen Invasion der Philippinen 1762 entbrannten um die Fuerza de Santiago, in der Schlacht um Manila, heftige Kämpfe. Die Festung wurde bei dem Bombardment schwer beschädigt, konnte jedoch nach Ende der britischen Besatzung 1764 wieder instand gesetzt werden.
Während des Zweiten Weltkrieges wurde die Festung von den Japanern belagert und während der Schlacht von Manila im Februar 1945 weitgehend zerstört. Später wurde sie aber unter der Verwaltung von Intramuros in den 1980er-Jahren wieder aufgebaut.
Heute dient die Festung als Museum mit sorgfältig wiederhergestellten Häusern der spanischen Regierung. Hier befindet sich auch der sogenannte Plaza de Armas, in dem sich der Schrein des philippinischen Nationalhelden José Rizal befindet und der Kerker, in dem Rizal von den spanischen Behörden festgehalten wurde.